# گوری (قشم)
گوری، روستایی در دهستان دولاب بخش حرا شهرستان قشم در استان هرمزگان ایران است.

## مدارس
روستای گوری به دلیل موقعیت جغرافیایی مناسب و مرکزیت قرار گرفتن اش نسبت به سایر روستاها و همچنین میزان مهاجرت پذیری گوری و و نرخ رشد ۲۰ درصدی جمعیت مورد مزیت‌های مختلفی قرار گرفته‌است. مدارس نیز از این وجه مزایا مستثنا نیستند. در این روستا مدارس زیر دایر می‌باشند:
- دبستان ۲۷ رجب (مختلط)
- دبیرستان حکمت (پسرانه دورهٔ اول)
- دبیرستان وحدت (دخترانه دورهٔ اول)
- دبیرستان مطهره (دخترانه دورهٔ دوم)[۱]

## جمعیت
بر پایه سرشماری عمومی نفوس و مسکن در سال ۱۳۹۵، جمعیت این روستا برابر با ۸۷۲ نفر (۲۲۷ خانوار) بوده‌است.